# Llanrhaeadr-ym-Mochnant
Llanrhaeadr-ym-Mochnant är en ort och community i Storbritannien. Den ligger i kommunen Powys i Wales. Antalet invånare är 1 195.